# Ларичев, Иван Владимирович
Иван Владимирович Ларичев (род. 29 ноября 1995, Нижний Тагил, Свердловская область) — российский хоккеист, нападающий.

## Биография
Воспитанник нижнетагильского «Спутника», в 2013 году перешёл в систему петербургского СКА. В сезонах 2013/14 — 2015/16 выступал за команду МХЛ «СКА-1946», большую часть последнего сезона пропустил из-за травы плеча. С сезона 2016/17 — игрок команды ВХЛ «СКА-Нева». 12 октября 2017 года был обменян в «Сочи» на права на Оскара Стеена. На следующий день в гостевом матче против московского «Динамо» (3:4 Б) дебютировал в КХЛ. 15 октября 2018 годы был обратно обменян в СКА на Алтыбармакяна, провёл сезон в «СКА-Неве». 27 июня 2019 года Ларичев, Гребенщиков и Данила Квартальнов были обменяны в «Витязь» на Илью Рычкова и Кирилла Кирсанова. Провёл в команде два полных сезона. В сезоне 2021/22 сыграл шесть матчей, и 27 октября клуб расторг контракт. 29 ноября подписал соглашение с клубом ВХЛ «Югра» Ханты-Мансийск. Выступал за команды ВХЛ «Динамо» Санкт-Петербург (2022/23), «Югра» и «Молот» Пермь (2023/24), «Дизель» Пенза (11 матчей), «Сокол» Красноярск (четыре матча) «Юнисон» Москва (все — 2024/25).

## Достижения
Обладатель призов имени Бориса Майорова (32 шайбы) и имени Бориса Михайлова (66 очков) в сезоне МХЛ-2014/15.
Победитель хоккейного турнира зимней Универсиады 2019 года.

## Семья
По состоянию на февраль 2020 года жена Екатерина — кандидат в мастера спорта по силовому троеборью, чемпионка Санкт-Петербурга, участница чемпионатов России по фитнес-бикини.